# Stigmella ruficapitella
Stigmella ruficapitella là một loài bướm đêm thuộc họ Nepticulidae. Nó được tìm thấy ở miền bắc và central Europe. It is mostly absent in the Mediterranean region, with the exception
of Mount Olympus in Hy Lạp và Trieste. It has recently been recorded from Nga và Bosnia.

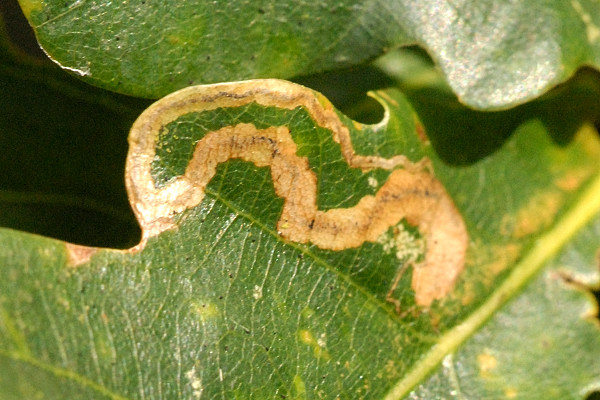
Stigmella ruficapitella mine

Sải cánh dài 4.5–6 mm. Con trưởng thành bay từ tháng 5 đến tháng 6 và từ tháng 7 đến tháng 8. Có hai lứa trưởng thành một năm.
Ấu trùng ăn Quercus cerris, Quercus petraea, Quercus pubescens và Quercus robur. Chúng ăn lá nơi chúng làm tổ. 